# Violenza sessuale

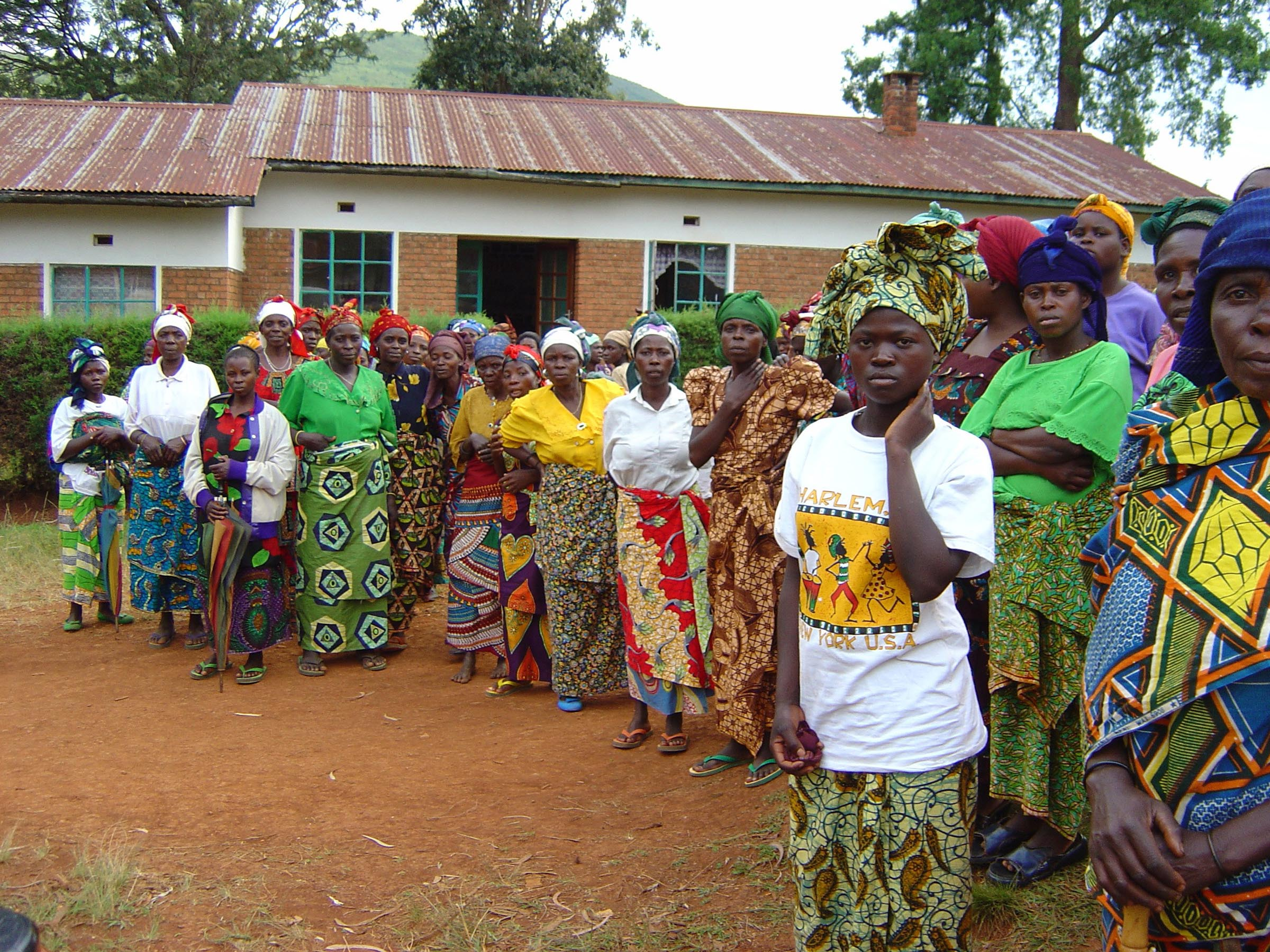
Donne vittime di violenza sessuale durante la seconda guerra del Congo

La violenza sessuale è un delitto commesso da chi usa in modo illecito la propria forza, la propria autorità o un mezzo di sopraffazione costringendo con atti, prevaricazioni o minacce (esplicita o implicita) a compiere o a subire atti sessuali contro la propria volontà. Talvolta si definisce violenza carnale o stupro. La parola stupro viene anche definita da alcune fonti come un generico atto sessuale imposto con la forza o la violenza.
La violenza sessuale è considerata un grave crimine dalla Corte penale internazionale e viene ufficialmente condannata dalle legislazioni nazionali dei Paesi aderenti all'Organizzazione delle Nazioni Unite.
Quando la violenza viene usata durante i conflitti come mezzo per sottomettere ed umiliare la popolazione dei territori occupati è considerata un crimine di guerra come definito dalla Quarta Convenzione di Ginevra nel 1949 ed in seguito integrato ed esteso dai Protocolli Aggiuntivi del 1977 ai conflitti interni, soprattutto per quanto riguarda "gli oltraggi alla dignità della persona, specialmente i trattamenti umilianti e degradanti, lo stupro, la prostituzione forzata e qualsiasi offesa al pudore".

## Definizione

### Violenza sessuale come invasione

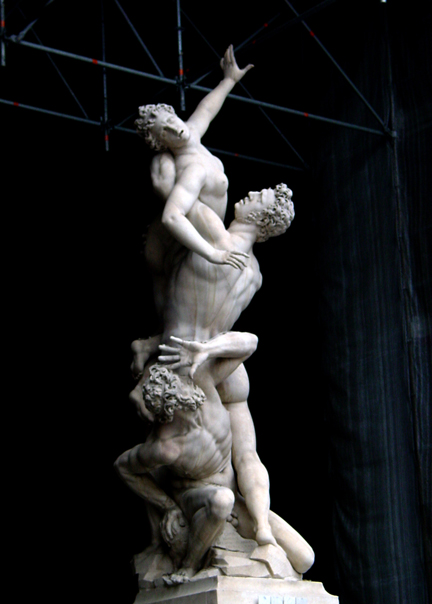
Il ratto delle Sabine (1583) di Giambologna

La Relazione dello Statuto di Roma della Corte penale internazionale che tratta il tema definisce la violenza sessuale (o stupro) come invasione:
L'autore invade il corpo di una persona con condotta risultante nella penetrazione, anche di ridotta entità, di ogni parte del corpo della vittima o dell'autore con un organo sessuale, o dell'apertura anale o genitale della vittima con ogni oggetto o ogni altra parte del corpo.
e
L'invasione è eseguita con la forza, o con la minaccia della forza o della coercizione, come quella causata dalla paura della violenza, della costrizione, della prigionia, dell'oppressione psicologica o dell'abuso di potere, contro le persone stesse o altre, o prendendo vantaggio di un ambiente coercitivo o contro persone incapaci di dare un genuino consenso.
Il concetto di invasione così espresso è ampio, ed è neutro rispetto al sesso. La violenza sessuale, infatti, è soprattutto esercizio di potere e di controllo non consensuale che si manifesta attraverso l'abuso e l'oltraggio sessualmente connotati. Sovente la violenza non soddisfa alcuna funzione erotica principale, poiché la leva dell'atto è da ricercare nell'imposizione della propria volontà e nell'umiliazione della vittima invasa, generando una natura simbolizzata volta a dissacrare, invadere e distruggere il corpo dell'altro.

## Situazione
L'Ufficio delle Nazioni Unite per il controllo della droga e la prevenzione del crimine ha pubblicato uno studio che dimostra come in tutto il mondo la maggior parte delle vittime di violenza sessuale siano di sesso femminile e che la maggior parte degli autori di sesso maschile. Lo studio ha anche riscontrato che queste violenze contro le donne sono raramente denunciate alla polizia e che il numero delle donne vittime è significativamente sottovalutato. Sudafrica, Oceania e Nord America riportano anche i più alti tassi di registrazioni di tali crimini.

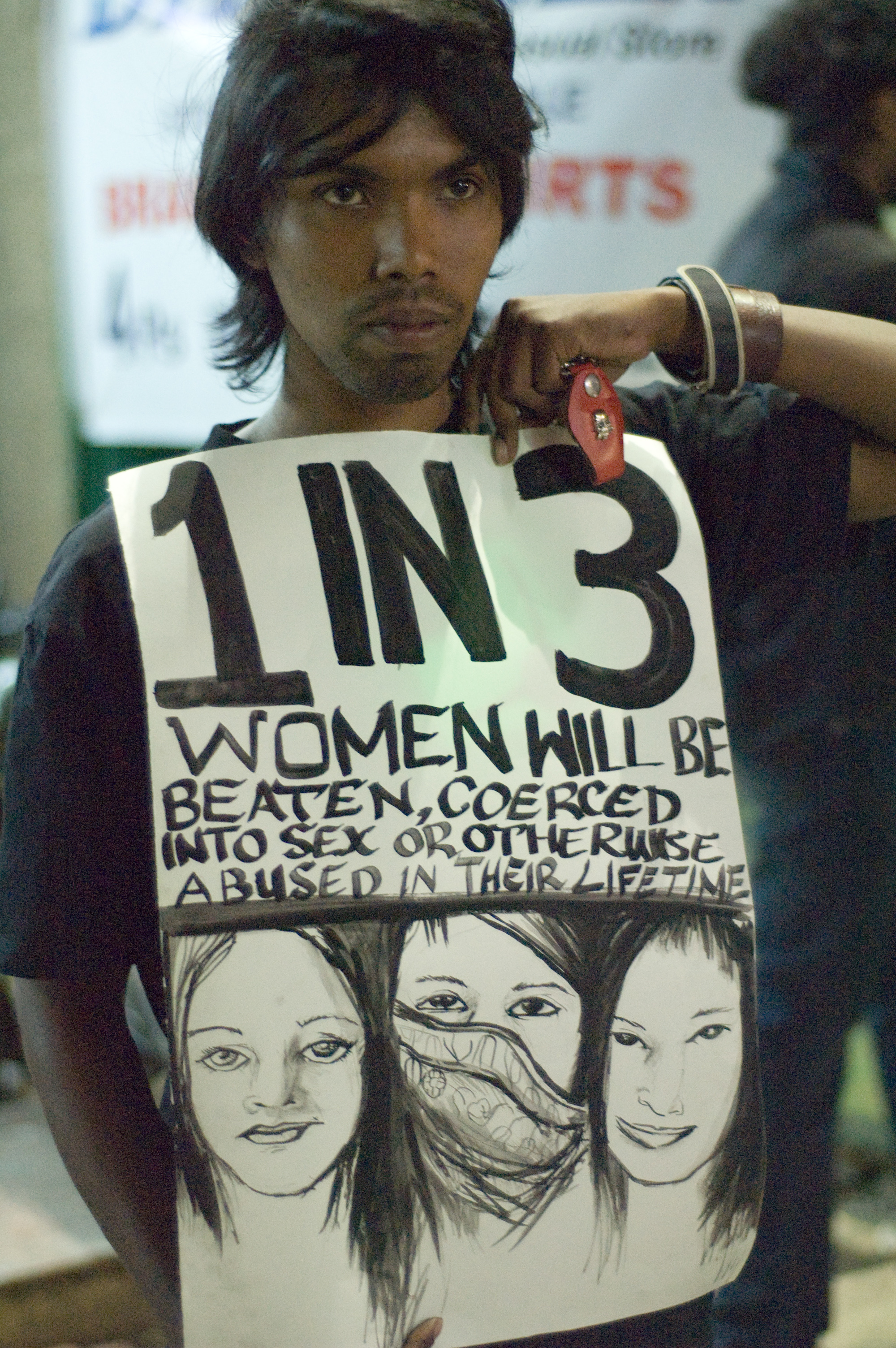
Studente manifesta contro la violenza sessuale a Bangalore, India

Non esiste un limite di età per le vittime della violenza sessuale. Ci sono verificati casi di violenza contro minorenni (nell'ambito della pedofilia) e casi contro persone anziane (manifestazione di gerontofilia).
La maggior parte delle violenze sessuali (stupri e tentati stupri) avviene da parte di persone che conoscono la vittima. In particolare, amici e datori o colleghi di lavoro rappresentano, da soli, quasi il 40% degli offensori, mentre le violenze sessuali commesse da coniugi, ex coniugi, fidanzati ed ex fidanzati ammontano a circa il 12%. Quando l'aggressore è uno dei genitori o un parente stretto, si parla di incesto. Quando l'aggressore è il coniuge o comunque il partner della vittima si parla di stupro maritale; quest'ultimo concetto è relativamente recente, in quanto contrastava con il principio del dovere coniugale un tempo tradizionale nella cultura occidentale.
Osservando la stessa statistica, però, le percentuali cambiano considerevolmente quando, invece della violenza sessuale che comprende sia lo stupro riuscito sia il tentato stupro, si considera solamente lo stupro riuscito. In questo caso, la percentuale sale al 17,4% degli stupri perpetrati da fidanzati ed ex fidanzati e al 20,2% di stupri perpetrati da coniugi, ex coniugi e conviventi, per un totale di quasi il 38%.
La violenza sessuale all'interno della famiglia nucleare può essere vissuta come relazione incestuosa (padri sui figli e/o figlie, fratelli su fratelli e/o sorelle e madri sui figli), che però rappresenta solo l'1,5% del totale delle violenze. La percentuale di altri parenti che commettono violenze sessuali è invece superiore al 4%. La violenza sessuale è un crimine che può essere compiuto da singoli o da gruppi (il cosiddetto stupro di gruppo).

### Violenza sulle donne

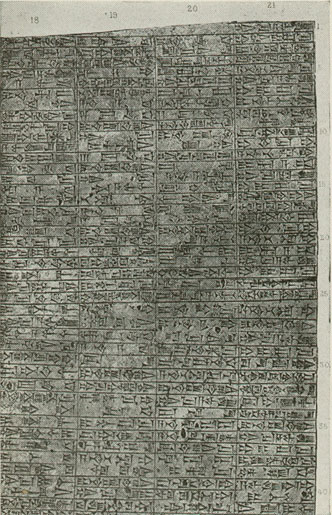
Codice di Hammurabi

Storicamente sono le donne quelle descritte per prime come oggetto di violenza e una menzione scritta di un tale tipo di violenza nel mondo occidentale si trova nel codice di Hammurabi (1793 - 1750 a.C.). Il rigo 129 dice che se la vittima dell'aggressione è una donna sposata, vittima e aggressore devono essere puniti allo stesso modo come adulteri con l'annegamento. Il marito può tuttavia perdonare la moglie. Il rigo 130 aggiunge che se la vittima è una giovane non sposata va giustiziato solo l'aggressore.
Nella Bibbia (Deuteronomio 22:23-29) la violenza sessuale viene punita e nel versetto (29) è descritto per la prima volta il matrimonio riparatore inteso come forma di risarcimento e di tutela per la donna che, avendo perduto l'onore, è destinata al rifiuto da parte di tutti. La donna viene anche tutelata dall'eventualità di un ripudio successivo. Il costume del matrimonio riparatore sopra citato sopravvisse nella cultura occidentale sino a tempi molto recenti. In Italia era in uso fino al 1981.
Nell'Atene di Pericle il rapporto consenziente con la moglie di un amico era considerato più grave della violenza poiché non ci si limitava a violare la moglie con la forza ma si otteneva il suo tradimento, considerato ben più infamante. Lisia nella celebre orazione per l'uccisione di Eratostene descrive come subdolo il comportamento della moglie traditrice di Eufileto, sottolinea la perversione del suo amante e scagiona così il marito dall'accusa di omicidio, realizzando il concetto di delitto d'onore.
In numerosi miti greci e romani si parla di rapimenti seguiti da violenza sessuale. In alcuni casi si tratta di matrimonio per rapimento, un costume praticato ancora oggi da alcune culture tradizionali.
Ci sono stati tramandati il rapimento di Persefone da parte di Ade, di Dafne e Leucotoe da parte di Apollo, di Cassandra da parte di Aiace Oileo, di Auge da parte di Eracle, di Andromaca da parte di Ettore, di Polissena da parte di Achille, di Climene da parte di Acamante e il grande numero di dee e donne mortali prese con la forza o con l'inganno da Zeus: Antiope, Asteria, Clitennestra, Danae, Egina, Elara, Elettra, Europa, Io, Taigete. Il mondo latino ricorda il ratto delle Sabine, la violenza del dio Marte su Rea Silvia e quella di Tarquinio Sestio su Lucrezia.

Giambattista Tiepolo, Apollo e Dafne

Gran parte dei miti greci sembrano concentrarsi sulla discendenza nata dallo stupro (ad esempio alcune città vantavano un'ascendenza divina dovuta alla violenza di un dio su una ninfa che viveva nel luogo) e solo di rado centrano l'attenzione sulla violenza subita dalla donna. Il mito romano è più attento ed ecco i Sabini che combattono i Romani per riprendersi le loro donne e durante la battaglia intervengono le stesse donne a pregare le parti di non versare il sangue dei genitori e dei figli.
Rea Silvia, essendo una vestale e quindi vincolata al voto di castità, venne seppellita viva per ordine dello zio perché aveva violato il voto.

Tito Livio nella sua opera Ab urbe condita cita la storia di Lucrezia come esempio di virtù romana: violentata da Tarquinio Sestio, Lucrezia racconta il fatto al marito e al padre e, non volendo vivere nel disonore, si trafigge il cuore davanti a loro, mentre li esorta a dimostrare la loro qualità di uomini nel vendicarla.

#### Il caso di Artemisia Gentileschi

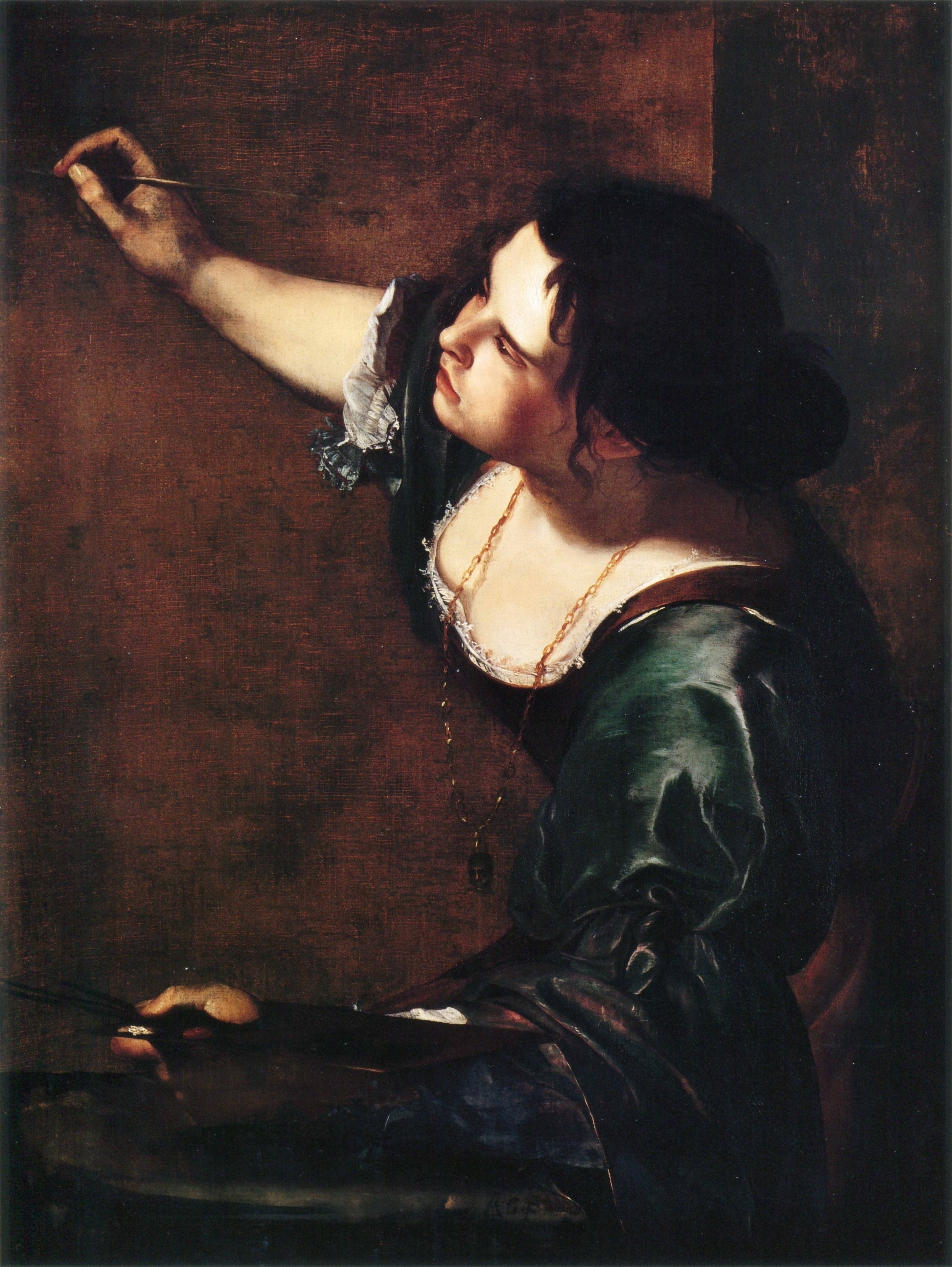
Artemisia Gentileschi, Autoritratto come allegoria della Pittura

Artemisia Gentileschi fu una pittrice vissuta a Roma nel XVII secolo. Nel 1611 Artemisia subì uno stupro da parte del pittore toscano Agostino Tassi, impegnato in quel tempo, assieme al padre di lei, Orazio Gentileschi, nella decorazione delle volte del Casino della Rose nel Palazzo Pallavicini Rospigliosi di Roma. Il padre denunciò Tassi che, dopo la violenza, non aveva potuto rimediare con un matrimonio riparatore perché già sposato. Del processo che ne seguì è rimasta testimonianza documentale e colpiscono la crudezza del resoconto di Artemisia e i metodi inquisitori usati dal tribunale. Artemisia accettò di deporre sotto tortura, che consisteva nello schiacciamento dei pollici attraverso uno strumento usato ampiamente all'epoca. Il processo si concluse con una lieve condanna di Tassi, ma ebbe grande influenza sulla lettura in chiave femminista a partire dalla seconda metà del XX secolo.

### Violenza contro i bambini
Nell'antichità classica la pratica della pederastia contempla pratiche che oggi descriveremmo come violenza sessuale.
Petronio nel Satyricon descrive una scena di pederastia in cui durante un'orgia, il protagonista Gitone è chiamato a giacere con Pannichide, una bambina di 7 anni, mentre le sacerdotesse applaudono.
Sant'Agostino nel suo De civitate Dei ha incluso come oggetto di violenza non solo le donne ma anche i ragazzi, in particolare da parte dei soldati.
Nella Bisanzio cristiana, secondo le Istituzioni di Giustiniano, lo stupro veniva considerato una violenza pubblica e non privata e veniva punito con la morte.
Quando l'aggressione è operata da uno dei genitori o da un parente stretto, si parla di incesto. La legislazione sull'incesto ha avuto molte modifiche nel corso della storia.

### Violenza sessuale contro uomini
In un'intervista con Enzo Biagi del 1983, l'avvocata Tina Lagostena Bassi citò una statistica sulla violenza sessuale in Italia secondo la quale la violenza sessuale in Italia riguardava 16.000 persone ogni anno, fra cui adolescenti maschi. Lei stessa aveva assistito a processo alcuni di questi adolescenti, per il quale aveva proposto il patrocinio del Movimento di Liberazione della Donna. Il Movimento però votò per non farlo. Lagostena Bassi notò che le dinamiche di difesa psicologica e di colpevolizzazione della vittima erano assolutamente identiche a quelle che scattavano per le vittime femminili di stupro. Nella stessa intervista, Lagostena Bassi dichiara che nella sua esperienza, i genitori di minorenni maschi che erano stati violentati erano decisamente molto più reticenti a denunciare il fatto alla polizia di quanto non lo fossero i genitori di minorenni femmine.
TLB - Sì. Ci sono moltissimi ragazzini violentati. Sono handicappati, o sono ragazzi molto giovani. Io ne ho assistiti qualcuno, e ho scoperto che scattano gli stessi identici meccanismi di difesa: il violentatore trasforma il ragazzino violentato nel "vero" colpevole. Io ricordo un violentatore che inizialmente negò il fatto, e poi cominciò a dire "Ma è stato il ragazzo - che aveva 14 anni - che mi ha adescato, è il ragazzo che mi ha avvicinato, è il ragazzo che del resto, prima di adescarmi, ha avuto quattro rapporti a Villa Borghese". Ecco, c'è lo stesso meccanismo: colpevolizzare il violentato. Questa è una cosa che per me fu molto scioccante. Devo dire, io che sono femminista, che vengo conosciuta come "l'avvocato delle donne", quando in aula difesi per la prima volta un ragazzo violentato, dissi al Movimento che mi sembrava giusto fare una mobilitazione, costituirci parte civile per quel ragazzino, così come abbiamo tentato di fare anche per le donne. Ne ebbi una risposta negativa, mi hanno detto "È un uomo, la cosa non ci riguarda".
 
EB - È un curioso concetto di solidarietà umana.

TLB - È una posizione sbagliata, difatti.»
Recenti studi e campagne di sensibilizzazione stanno facendo uscire allo scoperto una casistica maschile finora sottostimata, in quanto sembrerebbe che gli uomini abbiano difficoltà ancora maggiori delle donne a riferire l'accaduto: è da ricordare la campagna Break the Silence dell'associazione Survivors Manchester e lo studio Male Rape and Human Rights di Lara Stemple. In particolare c'è una consistente documentazione sullo stupro usato come arma di tortura psicologica contro gli uomini in situazioni di guerra.

## Stupri come tortura e stupri di guerra
Lo stupro è considerato oggi metodo di tortura e strumento di guerra. Fra i casi più tristemente noti, si possono citare la vicenda di "stupro politico" di matrice neofascista di cui fu vittima Franca Rame, e le denunce mosse al governo cinese in materia di violazione dei diritti umani nei confronti delle donne appartenenti al movimento spirituale Fa Lun Gong. In Sudamerica l'uso dell'aggressione sessuale come tortura è stato usato dei servizi segreti della dittatura argentina nel cosiddetto "Processo di riorganizzazione nazionale". In El Salvador il 76% di prigionieri politici uomini intervistati negli anni 1980 ha riferito almeno un episodio di tortura sessuale. In Nordamerica, John Rizzo, ex direttore del dipartimento affari legali della CIA, ha ammesso di avere fatto ricorso all'umiliazione e all'aggressione sessuale come "tecnica di interrogatorio rafforzata" con i detenuti di Guantanamo dopo l'11 settembre 2001; tali metodi sarebbero stati autorizzati a più riprese in date successive dal segretario alla difesa Donald Rumsfeld e da altri.
Nelle situazioni di conflitto il rischio di subire una violenza sessuale è molto elevato. Abusare delle donne è considerata una ricompensa per i soldati nonché un vero e proprio metodo di sopraffazione per fiaccare la resistenza psicologica della popolazione. Dopo la guerra in Bosnia-Erzegovina, in cui l'uso dello stupro come arma di pulizia etnica era stato portato all'attenzione dei media internazionali, nel 1993 un gruppo di deputate europee presentò alle Nazioni Unite la proposta di riconoscere lo stupro come crimine di guerra.
Con la risoluzione n. 1820 del 19 giugno 2008, le Nazioni Unite hanno inserito lo stupro fra le armi da guerra, impiegata per il motivo sopra accennato. Casi di violenze sessuali di massa si sono registrati o sono ancora presenti nei territori dell'ex-Jugoslavia, della Cecenia, del Darfur, dell'Iraq e di altri paesi del mondo. A volte sono gli uomini ad essere vittime, come in Cile, Grecia, Croazia, Iran, Kuwait, ex Unione Sovietica ed ex Jugoslavia. Uno studio su 6.000 internati a Sarajevo ha evidenziato che l'80% degli uomini era stato stuprato.
Il 23 settembre 1998 il Tribunale penale internazionale per il Ruanda dell'ONU stabilì che la violenza sessuale era un crimine di guerra. Oggi lo stupro è proibito in tutti gli Stati del mondo, anche in guerra.

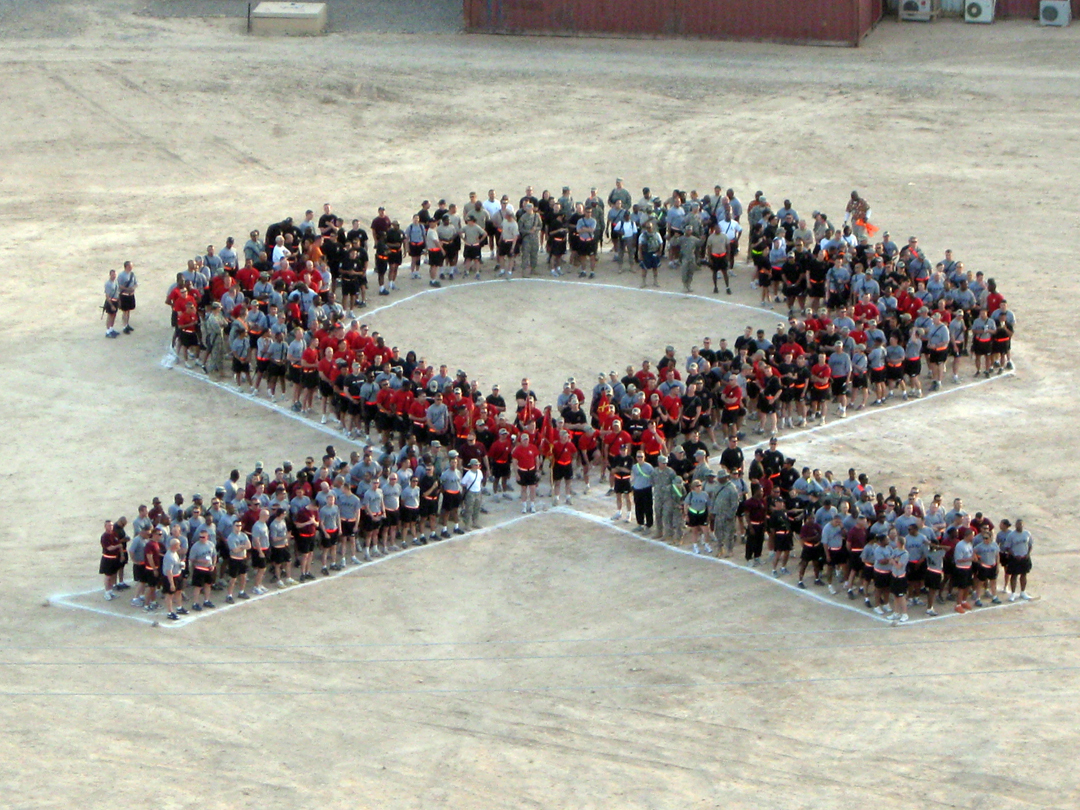
Militari inglesi si dispongono a comporre un nastro per promuovere la presa di posizione contro la violenza sessuale.

## Effetti sulla vittima
I primi studi sugli effetti dello stupro sulle vittime sono pubblicati negli anni Settanta, in particolar da Burgess & Holmstrom in un articolo pionieristico su quello che hanno chiamato "sindrome da trauma di stupro". Secondo Burgess e Holmstrom, la reazione allo stupro ha due fasi: una fase detta di "disorganizzazione acuta" e una di "riorganizzazione".

### Effetti fisici
Secondo Burgess & Holmstrom, le reazioni somatiche più comuni, comprendono tensione muscolo-scheletrica, irritabilità gastro-intestinale, disturbi genito-urinari.
Per le donne aumentano i rischi di gravidanze non volute e di aborti indotti, che raddoppiano rispetto alle donne che non subiscono violenza; aumentano anche i rischi di aborto non voluto (del 16%), di nascite premature (del 41%) e danni per il feto. Inoltre la donna rischia problemi ginecologici e infezioni.

### Effetti psicologici
È importante notare che le reazioni a una violenza sessuale sono specifiche a seconda del tipo di violenza. Vi sono studi sugli effetti di un'aggressione sessuale sui bambini; sull'incesto da parte dei genitori
sulle donne;
sulle donne durante una guerra;
su militari donne. Più rari sono gli studi sulle aggressioni sessuali ai danni degli uomini, la cui frequenza è, a detta degli operatori, largamente sottostimata
Un caso a parte è quello della violenza domestica. Nei casi di violenza famigliare, in particolare sugli individui più fragili, entra in funzione una sorta di omertà per cui i fatti vengono taciuti per proteggere l'onore del gruppo.
Dopo un'aggressione sessuale, la persona può vivere reazioni di diverso genere, non c'è una risposta univoca: alcune persone reagiscono immediatamente, altre dopo molto tempo; alcune persone rimangono traumatizzate, altre recuperano. Nelle prime fasi dopo l'aggressione, molte persone riferiscono stati di:
- shock
- confusione
- ansia
- intorpidimento

Alcune persone negano l'accaduto, cioè non riconoscono pienamente l'accaduto oppure minimizzano l'intensità dell'esperienza vissuta. Ciò è più frequente quando l'aggressore è un conoscente della vittima.
Nei primi giorni e settimane che seguono l'aggressione, è molto normale per una persona sperimentare emozioni molto intense e talvolta imprevedibili. Il ricordo dell'accaduto può ripresentarsi alla mente a più riprese, e gli incubi non sono rari. Alcune persone riferiscono di avere difficoltà a concentrarsi e a dormire. Alcune persone presentano dei sintomi estremamente gravi, che impediscono alla persona di chiedere aiuto oppure di parlare dell'accaduto con amici e familiari. Si parla in questo caso di Sindrome acuta da stress (Acute Stress Disorder ASD). I sintomi includono:
- il sentirsi intorpidito e distaccato come se si stesse vivendo un sogno, e percepire il mondo esteriore come strano e irreale
- difficoltà a ricordare dettagli importanti dell'aggressione
- rivivere l'aggressione con pensieri ossessivi, ricordi, incubi
- evitare luoghi e cose che ricordano l'aggressione
- ansia crescente

Altre reazioni a un'aggressione sessuale possono essere:
- depressione grave (Major Depressive Disorder MDD): le ricerche dimostrano che almeno 1/3 delle vittime di stupro vivono almeno un periodo di depressione grave, e che il 17% delle vittime si suicida.
- rabbia: benché dopo un evento del genere una reazione di rabbia sia sana e normale, alcune ricerche suggeriscono che una rabbia intensa e prolungata nel tempo può interferire con il processo di guarigione.
- senso di vergogna e colpa: questi sentimenti sono molto normali dopo un'aggressione sessuale. Alcune donne biasimano sé stesse per l'accaduto. Questo è ancora più frequente se l'aggressore è un conoscente oppure se le vittime non ricevono aiuto da parte di familiari, amici, autorità. Il senso di vergogna e colpa può anche impedire alla donna di raccontare ad altri l'accaduto.
- Problemi sociali e relazionali: alcune donne diventano troppo ansiose o depresse per voler continuare ad avere una vita sociale; il rendimento sul lavoro ne risente.
- Problemi sessuali: la vittima può temere ed evitare ogni tipo di contatto.
- Alcool e droga: rispetto a donne che non hanno subito tale esperienza, le donne sopravvissute a uno stupro hanno 3-4 volte maggiori possibilità di fumare marijuana, 6 volte di far uso di cocaina, e 10 volte di far uso di droghe più pesanti[38].

Quasi sempre chi ha vissuto un trauma riesce a mettere in atto delle strategie per difendersi dal dolore. Alcune di queste strategie però, apparentemente efficaci in un primo momento, possono in seguito divenire veri e propri disagi. Talvolta ad esempio si cerca di calmare l'ansia e le preoccupazioni assumendo alcool, droghe o eccedendo con gli psicofarmaci, ma col tempo questo può diminuire le energie per affrontare la situazione. Così pure l'oblio e la minimizzazione possono impedire di affrontare il problema. Con il tempo, se non si è ricevuto il sostegno adeguato, si possono sviluppare conseguenze e disturbi più evidenti e definiti, come attacchi di panico, fobie, disturbi alimentari, disturbi del sonno (incubi, sogni ricorrenti), malesseri o malattie di tipo psicosomatico, dipendenza da sostanze. Si parla in questo caso di sindrome post-traumatica (Post Traumatic Stress Disorders PTSD).
In Italia, alla fine degli anni novanta sono nati numerosi Centri antiviolenza finalizzati ad accogliere le donne che hanno subito violenza e aiutarle a superare il trauma subito.

### Effetti sui figli nati in conseguenza
In seguito a una violenza sessuale la possibilità di restare incinta è elevata; spesso la donna vittima si trova davanti a due scelte egualmente pesantissime: abortire o tenersi il figlio che le ricorderà per sempre lo stupro subito. In più c'è la triste possibilità che il bambino in questione rimanga a sua volta traumatizzato a vita nel caso scoprisse di essere stato concepito in seguito a uno rapporto sessuale non consenziente.
Onde evitare queste infelici prospettive è fondamentale fornire alla vittima un supporto psicologico adeguato e tutelare l'eventuale nascituro se mai la donna decidesse di tenerlo.

## Conseguenze sociali

### Colpevolizzazione della vittima
Nei casi di stupro, si osserva spesso la colpevolizzazione della vittima, una strategia che può essere attuata dal singolo quale una delle tipiche tecniche di neutralizzazione, in cui la responsabilità del gesto viene capovolta e l'onere della colpa viene addossata sulla vittima, indicata come colpevole di comportamenti di provocazione sessuale e quindi, seppur in via indiretta, criminogeni: nel caso di vittima femminile, ad esempio, la donna stuprata può essere indicata quale vera colpevole della devianza dello stupratore, il quale sarebbe stato indotto all'approccio sessuale dalla condotta ammiccante della vittima, da un suo particolare abbigliamento, o da eventuali atteggiamenti sensuali o provocanti. Tina Lagostena Bassi in un'intervista del 1983 con Enzo Biagi, argomentò che nel caso di vittima maschile le dinamiche di colpevolizzazione sono assolutamente identiche a quelle di stupro ai danni di una donna.

### Cultura dello stupro
La tecnica neutralizzante della colpevolizzazione della vittima agisce secondo un meccanismo sociale imputato alla cosiddetta cultura dello stupro. La cultura dello stupro legittima l'uso della forza nel corteggiamento da parte dell'uomo in quanto si pensa che la donna non possa concedersi liberamente ma necessiti della violenza come pretesto per avere un rapporto sessuale. In tale orizzonte culturale, si ritiene che uno stupro sia comunque stato provocato dalla donna, con atteggiamenti volutamente ambigui.
In alcune culture dove è ancora molta l'importanza data all'onore, la donna che ha subito uno stupro è considerata "disonorata" e portatrice di vergogna per l'intera famiglia, quindi non può sposarsi e se sposata, può essere ripudiata dal marito. Ci sono casi recenti documentati in cui la donna stuprata è stata uccisa dai famigliari con un delitto d'onore.
L'avvocata Tina Lagostena Bassi in un'intervista con Enzo Biagi nel 1983 cita una sentenza del tribunale di Siena del 1981, che accordò un indennizzo di 90 milioni di lire a una ragazza di 16 anni stuprata da nove giovani della "Siena bene": la motivazione di questo indennizzo, il più alto accordato finora nella storia della giurisprudenza, è che la ragazza non avrebbe più potuto sposarsi e quindi le andava garantita la possibilità di costruirsi una posizione senza passare per il matrimonio.

Negli anni 1990, durante la guerra in Bosnia gli stupri furono usati come arma di pulizia etnica per annientare la popolazione musulmana ed ebbero come effetto quello di disgregare intere famiglie.

Allorché la vittima dello stupro è un uomo, la vittima può provare ulteriore difficoltà a riportare l'accaduto in quanto, specialmente in alcune culture, lo stupro ha attentato alla sua "virilità". La vittima può allora trovarsi nella condizione di essere assimilato a un omosessuale e rigettato in quanto tale dai famigliari: in un reportage per il Guardian, Will Storr riferisce diversi casi di uomini ugandesi vittime di stupro in guerra, abbandonati dalla moglie che li giudicava incapaci di provvedere alla famiglia.

## Prevenzione

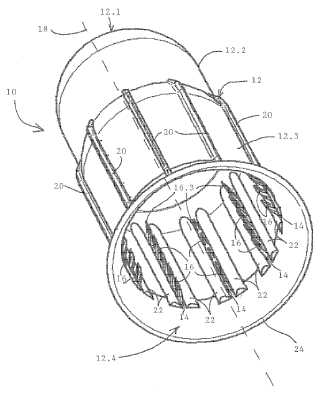
Preservativo anti-stupro brevettato dalla dottoressa sudafricana Sonnet Ehlers

In alcuni stati, dove lo stupro è endemico, si sono tentate alcune iniziative per prevenire nuovi casi. In Sudafrica nel 2005, la dottoressa Sonnet Ehlers ha brevettato un preservativo antistupro chiamato "Rape-aXe": si tratta di un profilattico con delle protuberanze a forma di denti che si agganciano al pene dello stupratore. Il preservativo non può essere rimosso se non per via chirurgica. In previsione del Campionato mondiale di calcio 2010, il governo sudafricano distribuì gratuitamente oltre 30.000 preservativi antistupro.

## Statistiche internazionali
La seguente lista dell'ONU enumera i casi totali e percentuali registrati. Non include i casi per cui non è stata sporta denuncia. Non specifica se i casi registrati siano presunti, se siano giunti a giudizio, o sia stata emessa sentenza di colpevolezza per il denunciato. Non tiene infine conto delle diverse declinazioni del termine "stupro" che si hanno nel mondo. Si noti che la tabella riporta i casi senza distinzione di genere includendo anche i minorenni.
| Stato                     | Numero totale | Numero totale | Numero totale | Numero totale | Numero totale | Numero totale | Numero totale | Numero totale | Casi ogni 100.000 persone | Casi ogni 100.000 persone | Casi ogni 100.000 persone | Casi ogni 100.000 persone | Casi ogni 100.000 persone | Casi ogni 100.000 persone | Casi ogni 100.000 persone | Casi ogni 100.000 persone |
| Stato                     | 2003          | 2004          | 2005          | 2006          | 2007          | 2008          | 2009          | 2010          | 2003                      | 2004                      | 2005                      | 2006                      | 2007                      | 2008                      | 2009                      | 2010                      |
| ------------------------- | ------------- | ------------- | ------------- | ------------- | ------------- | ------------- | ------------- | ------------- | ------------------------- | ------------------------- | ------------------------- | ------------------------- | ------------------------- | ------------------------- | ------------------------- | ------------------------- |
| Kenya                     |               | 1440          | 1365          | 1291          | 876           | 735           | 847           |               |                           | 4,1                       | 3,8                       | 3,5                       | 2,3                       | 1,9                       | 2,1                       |                           |
| Mauritius                 | 53            | 40            | 38            | 64            | 77            | 69            | 57            | 51            | 4.3                       | 3,2                       | 3                         | 5,1                       | 6                         | 5,4                       | 4,4                       | 3,9                       |
| Mozambico                 |               | 102           | 64            | 46            | 41            | 47            | 44            |               |                           | 0,5                       | 0,3                       | 0,2                       | 0,2                       | 0,2                       | 0,2                       |                           |
| Uganda                    |               | 549           | 732           | 750           | 599           | 1536          | 619           | 709           | 2                         | 2                         | 2,6                       | 2,6                       | 2                         | 4,9                       | 1,9                       | 2,1                       |
| Zimbabwe                  | 3858          | 4997          | 4790          | 4967          | 4762          | 3186          |               |               | 30,6                      | 39,7                      | 38,1                      | 39,6                      | 38,2                      | 25,6                      |                           |                           |
| Camerun                   | 451           | 555           | 592           | 580           | 447           |               |               |               | 2,7                       | 3,2                       | 3,4                       | 3,2                       | 2,4                       |                           |                           |                           |
| Algeria                   | 723           | 630           | 376           | 495           | 836           | 812           |               |               | 2,3                       | 1,9                       | 1,1                       | 1,5                       | 2,5                       | 2,4                       |                           |                           |
| Egitto                    | 20            | 21            | 44            | 48            | 63            | 87            |               |               | 0                         | 0                         | 0,1                       | 0,1                       | 0,1                       | 0,1                       |                           |                           |
| Marocco                   | 618           | 453           | 475           | 1063          | 1215          | 1130          | 1507          |               | 2,1                       | 1,5                       | 1,6                       | 3,5                       | 3,9                       | 3,6                       | 4,8                       |                           |
| Sudan                     |               |               |               |               |               | 1189          |               |               |                           |                           |                           |                           |                           | 2,9                       |                           |                           |
| Botswana                  |               |               |               |               |               |               | 1754          | 1865          |                           |                           |                           |                           |                           |                           | 88,5                      | 92,9                      |
| Lesotho                   |               |               |               |               | 1797          | 1878          | 1777          |               |                           |                           |                           |                           | 85,3                      | 88,3                      | 82,7                      |                           |
| Swaziland                 | 785           | 849           |               |               |               |               |               |               | 72,1                      | 77,5                      |                           |                           |                           |                           |                           |                           |
| Guinea                    |               |               |               |               | 92            |               |               |               |                           |                           |                           |                           | 1                         |                           |                           |                           |
| Senegal                   |               |               | 301           | 159           | 167           | 416           | 710           | 693           |                           |                           | 2,8                       | 1,4                       | 1,5                       | 3,5                       | 5,9                       | 5,6                       |
| Sierra Leone              |               |               |               |               | 135           | 79            |               |               |                           |                           |                           |                           | 2,5                       | 1,4                       |                           |                           |
| Bahamas                   |               |               | 87            | 72            | 135           | 118           | 109           | 78            |                           |                           | 27,2                      | 22,2                      | 41,1                      | 35,4                      | 32,2                      | 22,7                      |
| Barbados                  |               |               |               |               |               |               | 68            |               |                           |                           |                           |                           |                           |                           | 24,9                      |                           |
| Grenada                   |               |               | 23            | 22            | 30            | 31            | 57            | 32            |                           |                           | 22,4                      | 21,4                      | 29                        | 29,9                      | 54,8                      | 30,6                      |
| Giamaica                  |               |               |               |               |               |               | 695           | 668           |                           |                           |                           |                           |                           |                           | 25,5                      | 24,4                      |
| Saint Kitts e Nevis       |               |               |               |               |               |               | 16            | 15            |                           |                           |                           |                           |                           |                           | 30,9                      | 28,6                      |
| Saint Vincent e Grenadine |               | 66            | 87            | 50            | 60            | 36            | 54            | 28            |                           | 60,8                      | 80                        | 45,9                      | 55                        | 33                        | 49,4                      | 25,6                      |
| Trinidad e Tobago         |               | 305           | 334           | 259           | 317           | 236           | 247           |               |                           | 23,3                      | 25,4                      | 19,6                      | 23,9                      | 17,7                      | 18,5                      |                           |
| Belize                    |               |               | 48            | 44            |               |               | 30            | 21            |                           |                           | 17,1                      | 15,3                      |                           |                           | 9,8                       | 6,7                       |
| Costa Rica                | 576           | 600           | 543           | 485           |               |               | 1685          |               | 13,8                      | 14,2                      | 12,6                      | 11,1                      |                           |                           | 36,7                      |                           |
| El Salvador               |               |               | 1185          | 1140          |               |               | 756           | 681           |                           |                           | 19,6                      | 18,8                      |                           |                           | 12,3                      | 11                        |
| Guatemala                 |               | 363           | 314           | 289           | 318           | 385           | 401           |               |                           | 2,9                       | 2,5                       | 2,2                       | 2,4                       | 2,8                       | 2,9                       |                           |
| Messico                   |               | 13650         | 13550         | 13894         | 14199         | 14078         | 14850         | 14993         |                           | 13                        | 12,7                      | 12,9                      | 13                        | 12,7                      | 13,3                      | 13,2                      |
| Nicaragua                 |               |               | 1322          | 1524          |               |               |               | 1829          |                           |                           | 24,4                      | 27,7                      |                           |                           |                           | 31,6                      |
| Panama                    |               | 629           | 771           | 792           | 855           | 713           | 809           | 996           |                           | 19,8                      | 23,8                      | 24                        | 25,5                      | 20,9                      | 23,4                      | 28,3                      |
| Argentina                 |               |               | 3154          | 3264          | 3276          | 3367          |               |               |                           |                           | 8,2                       | 8,4                       | 8,3                       | 8,5                       |                           |                           |
| Bolivia                   |               |               | 1137          | 1137          | 1437          | 1596          | 1989          | 2587          |                           |                           | 12,4                      | 12,2                      | 15,2                      | 16,6                      | 20,4                      | 26,1                      |
| Cile                      | 1658          | 1845          | 1974          | 2034          | 1980          | 2233          |               |               | 10,4                      | 11,4                      | 12,1                      | 12,4                      | 11,9                      | 13,3                      |                           |                           |
| Colombia                  |               | 1188          | 2627          | 3347          | 3379          | 3380          | 3540          | 3149          |                           | 2,8                       | 6,1                       | 7,7                       | 7,6                       | 7,5                       | 7,8                       | 6,8                       |
| Ecuador                   | 1488          | 1246          | 1499          | 1484          |               |               |               |               | 11,5                      | 9,4                       | 11,2                      | 10,9                      |                           |                           |                           |                           |
| Guyana                    |               |               |               |               |               |               | 62            | 117           |                           |                           |                           |                           |                           |                           | 8,2                       | 15,5                      |
| Paraguay                  |               |               | 387           | 359           |               |               |               |               |                           |                           | 6,6                       | 6                         |                           |                           |                           |                           |
| Perù                      | 5991          | 5721          | 6268          | 6569          | 7208          | 7560          | 6751          |               | 22,3                      | 21                        | 22,7                      | 23,6                      | 25,6                      | 26,6                      | 23,5                      |                           |
| Suriname                  | 186           | 223           |               |               |               |               |               |               | 38,2                      | 45,2                      |                           |                           |                           |                           |                           |                           |
| Uruguay                   | 297           | 327           |               |               |               |               |               |               | 8,9                       | 9,8                       |                           |                           |                           |                           |                           |                           |
| Bermuda                   | 36            | 43            |               |               |               |               |               |               | 56.6                      | 67.3                      |                           |                           |                           |                           |                           |                           |
| Canada                    | 531           | 587           | 565           | 570           | 528           | 490           | 471           | 576           | 1.7                       | 1.8                       | 1.8                       | 1.7                       | 1.6                       | 1.5                       | 1.4                       | 1.7                       |
| Stati Uniti d'America     | 93883         | 95089         | 94347         | 94472         | 92610         | 90750         | 89241         | 84767         | 32.2                      | 32.3                      | 31.8                      | 31.5                      | 30.6                      | 29.8                      | 29.0                      | 27.3                      |
| Kazakistan                |               |               | 1583          | 1584          | 1514          | 1298          |               |               |                           |                           | 10.4                      | 10.3                      | 9.8                       | 8.3                       |                           |                           |
| Kirghizistan              | 296           | 278           | 298           | 271           | 300           | 303           | 303           | 314           | 5.9                       | 5.5                       | 5.9                       | 5.3                       | 5.8                       | 5.8                       | 5.7                       | 5.9                       |
| Tagikistan                |               | 53            | 54            | 56            | 47            | 55            | 36            |               |                           | 0.8                       | 0.8                       | 0.9                       | 0.7                       | 0.8                       | 0.5                       |                           |
| Turkmenistan              | 37            | 36            | 27            | 27            |               |               |               |               | 0.8                       | 0.8                       | 0.6                       | 0.6                       |                           |                           |                           |                           |
| Hong Kong                 | 70            | 92            | 99            | 96            | 107           | 105           | 136           | 112           | 1.0                       | 1.4                       | 1.5                       | 1.4                       | 1.6                       | 1.5                       | 1.9                       | 1.6                       |
| Giappone                  | 2472          | 2176          | 2076          | 1948          | 1766          | 1582          | 1402          | 1289          | 2.0                       | 1.7                       | 1.6                       | 1.5                       | 1.4                       | 1.3                       | 1.1                       | 1.0                       |
| Mongolia                  | 386           | 378           | 320           | 314           | 355           | 354           | 332           | 342           | 15.5                      | 15.0                      | 12.6                      | 12.2                      | 13.5                      | 13.3                      | 12.2                      | 12.4                      |
| Corea                     | 5899          | 6321          |               |               |               |               |               |               | 12.7                      | 13.5                      |                           |                           |                           |                           |                           |                           |
| Brunei                    | 24            | 26            | 24            | 28            |               |               |               |               | 6.9                       | 7.3                       | 6.6                       | 7.6                       |                           |                           |                           |                           |
| Filippine                 | 3084          | 2918          | 2962          | 2584          | 2409          | 2585          | 5813          |               | 3.7                       | 3.5                       | 3.5                       | 3.0                       | 2.7                       | 2.9                       | 6.3                       |                           |
| Singapore                 | 110           | 103           | 124           | 118           |               |               |               |               | 2.7                       | 2.5                       | 2.9                       | 2.7                       |                           |                           |                           |                           |
| Thailandia                |               |               | 5071          | 5308          | 5152          | 4641          | 4676          | 4636          |                           |                           | 7.6                       | 7.9                       | 7.6                       | 6.8                       | 6.8                       | 6.7                       |
| Bangladesh                |               |               | 11291         | 11682         |               |               |               |               |                           |                           | 8.0                       | 8.2                       |                           |                           |                           |                           |
| India                     |               | 18233         | 18359         | 19348         | 20737         | 21467         | 21397         | 22172         |                           | 1.6                       | 1.6                       | 1.7                       | 1.8                       | 1.8                       | 1.8                       | 1.8                       |
| Maldive                   | 2             | 1             |               |               | 5             | 9             |               |               | 0.7                       | 0.3                       |                           |                           | 1.6                       | 2.9                       |                           |                           |
| Nepal                     |               |               | 191           | 210           |               |               |               |               |                           |                           | 0.7                       | 0.8                       |                           |                           |                           |                           |
| Sri Lanka                 | 1378          | 1432          |               |               |               |               |               |               | 7.1                       | 7.3                       |                           |                           |                           |                           |                           |                           |
| Armenia                   | 3             | 9             | 15            | 7             | 5             | 15            | 15            | 11            | 0.1                       | 0.3                       | 0.5                       | 0.2                       | 0.2                       | 0.5                       | 0.5                       | 0.4                       |
| Azerbaigian               | 49            | 25            | 44            | 35            | 34            | 25            | 35            | 16            | 0.6                       | 0.3                       | 0.5                       | 0.4                       | 0.4                       | 0.3                       | 0.4                       | 0.2                       |
| Bahrein                   | 19            | 27            | 25            | 17            | 21            | 36            |               |               | 2.9                       | 4.0                       | 3.4                       | 2.1                       | 2.3                       | 3.4                       |                           |                           |
| Cipro                     | 32            | 41            | 39            | 29            | 19            | 34            | 27            |               | 3.2                       | 4.0                       | 3.8                       | 2.8                       | 1.8                       | 3.2                       | 2.5                       |                           |
| Georgia                   | 52            | 62            | 141           | 167           | 156           | 100           | 84            | 82            | 1.1                       | 1.4                       | 3.1                       | 3.8                       | 3.5                       | 2.3                       | 1.9                       | 1.9                       |
| Israele                   |               | 1319          | 1223          | 1291          | 1270          | 1243          |               |               |                           | 20.4                      | 18.5                      | 19.1                      | 18.4                      | 17.5                      |                           |                           |
| Giordania                 |               |               | 78            | 110           |               |               |               |               |                           |                           | 1.5                       | 2.0                       |                           |                           |                           |                           |
| Kuwait                    |               | 98            | 108           | 125           | 137           | 120           | 119           |               |                           | 4.5                       | 4.8                       | 5.3                       | 5.6                       | 4.7                       | 4.5                       |                           |
| Libano                    |               |               | 39            | 19            |               |               |               |               |                           |                           | 1.0                       | 0.5                       |                           |                           |                           |                           |
| Palestina                 | 85            | 98            | 105           |               |               |               |               |               | 2.5                       | 2.8                       | 3.0                       |                           |                           |                           |                           |                           |
| Oman                      |               |               |               |               | 132           | 183           |               |               |                           |                           |                           |                           | 5.2                       | 6.9                       |                           |                           |
| Qatar                     | 11            | 13            |               |               |               |               |               |               | 1.7                       | 1.8                       |                           |                           |                           |                           |                           |                           |
| Siria                     | 131           | 97            | 135           | 112           | 125           | 156           |               |               | 0.7                       | 0.5                       | 0.7                       | 0.6                       | 0.6                       | 0.8                       |                           |                           |
| Turchia                   | 1604          | 1638          | 1694          | 1783          | 1148          | 1071          |               |               | 2.4                       | 2.4                       | 2.5                       | 2.6                       | 1.6                       | 1.5                       |                           |                           |
| Emirati Arabi Uniti       | 44            | 52            | 62            | 72            |               |               |               |               | 1.3                       | 1.4                       | 1.5                       | 1.5                       |                           |                           |                           |                           |
| Yemen                     |               |               | 95            | 95            | 125           | 158           | 176           |               |                           |                           | 0.5                       | 0.4                       | 0.6                       | 0.7                       | 0.8                       |                           |
| Bielorussia               | 432           | 386           | 483           | 353           | 336           | 240           | 218           |               | 4.4                       | 3.9                       | 4.9                       | 3.6                       | 3.5                       | 2.5                       | 2.3                       |                           |
| Bulgaria                  | 611           | 529           | 403           | 310           | 225           | 262           | 246           | 211           | 7.8                       | 6.8                       | 5.2                       | 4.0                       | 2.9                       | 3.5                       | 3.3                       | 2.8                       |
| Repubblica Ceca           | 646           | 687           | 596           | 530           | 637           | 529           | 480           |               | 6.3                       | 6.7                       | 5.8                       | 5.2                       | 6.2                       | 5.1                       | 4.6                       |                           |
| Ungheria                  | 535           | 267           | 264           | 206           | 215           | 214           | 228           | 246           | 5.3                       | 2.6                       | 2.6                       | 2.0                       | 2.1                       | 2.1                       | 2.3                       | 2.5                       |
| Polonia                   | 2322          | 2176          | 1987          | 2001          | 1827          | 1611          | 1530          | 1567          | 6.1                       | 5.7                       | 5.2                       | 5.2                       | 4.8                       | 4.2                       | 4.0                       | 4.1                       |
| Moldavia                  | 272           | 297           | 280           | 268           | 281           | 306           | 264           | 368           | 7.0                       | 7.8                       | 7.4                       | 7.2                       | 7.7                       | 8.4                       | 7.3                       | 10.3                      |
| Romania                   | 983           | 953           | 1013          | 1116          | 1047          | 1016          | 1007          |               | 4.5                       | 4.4                       | 4.7                       | 5.1                       | 4.8                       | 4.7                       | 4.7                       |                           |
| Russia                    | 8185          | 8848          | 9222          | 8871          | 7038          | 6208          | 5398          | 4907          | 5.6                       | 6.1                       | 6.4                       | 6.2                       | 4.9                       | 4.3                       | 3.8                       | 3.4                       |
| Slovacchia                | 233           | 224           | 200           | 174           | 182           | 152           | 142           |               | 4.3                       | 4.1                       | 3.7                       | 3.2                       | 3.4                       | 2.8                       | 2.6                       |                           |
| Ucraina                   | 1048          | 964           | 924           | 993           | 878           | 880           | 758           | 635           | 2.2                       | 2.0                       | 2.0                       | 2.1                       | 1.9                       | 1.9                       | 1.7                       | 1.4                       |
| Danimarca                 | 472           | 562           | 475           | 527           | 492           | 396           | 352           |               | 8.8                       | 10.4                      | 8.8                       | 9.7                       | 9.0                       | 7.2                       | 6.4                       |                           |
| Estonia                   | 107           | 121           | 179           | 153           | 122           | 160           | 124           | 81            | 7.9                       | 9.0                       | 13.3                      | 11.4                      | 9.1                       | 11.9                      | 9.2                       | 6.0                       |
| Finlandia                 | 573           | 595           | 593           | 613           | 739           | 915           | 660           | 818           | 11.0                      | 11.4                      | 11.3                      | 11.6                      | 14.0                      | 17.2                      | 12.4                      | 15.2                      |
| Islanda                   | 69            | 51            | 75            | 72            | 87            | 68            | 78            |               | 23.8                      | 17.4                      | 25.3                      | 23.9                      | 28.5                      | 21.9                      | 24.7                      |                           |
| Irlanda                   | 370           | 409           | 451           | 371           | 357           | 348           | 377           | 479           | 9.2                       | 10.0                      | 10.8                      | 8.8                       | 8.3                       | 8.0                       | 8.5                       | 10.7                      |
| Lettonia                  | 123           | 319           | 251           | 129           | 93            | 100           | 69            | 78            | 5.3                       | 13.8                      | 10.9                      | 5.6                       | 4.1                       | 4.4                       | 3.1                       | 3.5                       |
| Lituania                  | 278           | 260           | 265           | 253           | 200           | 164           | 149           | 208           | 8.1                       | 7.6                       | 7.8                       | 7.4                       | 5.9                       | 4.9                       | 4.5                       | 6.3                       |
| Norvegia                  | 706           | 739           | 798           | 840           | 945           | 944           | 998           | 938           | 15.5                      | 16.1                      | 17.3                      | 18.0                      | 20.0                      | 19.8                      | 20.6                      | 19.2                      |
| Svezia                    | 2235          | 2261          | 3787          | 4208          | 4749          | 5446          | 5937          | 5960          | 25.0                      | 25.2                      | 41.9                      | 46.3                      | 51.8                      | 59.0                      | 63.8                      | 63.5                      |
| Regno Unito               | 13272         | 14013         | 14443         | 13774         | 12673         | 13096         | 15084         | 15934         | 25.1                      | 26.4                      | 27.0                      | 25.6                      | 23.4                      | 24.0                      | 27.5                      | 28.8                      |
| Albania                   |               |               | 49            | 40            | 41            | 39            | 34            | 24            |                           |                           | 1.6                       | 1.3                       | 1.3                       | 1.2                       | 1.1                       | 0.7                       |
| Andorra                   |               |               |               |               | 2             | 2             | 0             | 1             |                           |                           |                           |                           | 2.5                       | 2.4                       | 0.0                       | 1.2                       |
| Bosnia ed Erzegovina      |               |               | 39            | 40            | 44            | 35            | 29            | 46            |                           |                           | 1.0                       | 1.1                       | 1.2                       | 0.9                       | 0.8                       | 1.2                       |
| Croazia                   | 213           | 165           | 142           | 187           | 162           | 188           | 129           | 141           | 4.8                       | 3.7                       | 3.2                       | 4.2                       | 3.7                       | 4.3                       | 2.9                       | 3.2                       |
| Grecia                    | 231           | 240           | 177           | 182           | 185           | 232           | 213           | 215           | 2.1                       | 2.2                       | 1.6                       | 1.6                       | 1.6                       | 2.1                       | 1.9                       | 1.9                       |
| Italia                    | 2744          | 3734          | 4020          | 4513          |               |               |               |               | 4.7                       | 6.4                       | 6.9                       | 7.6                       |                           |                           |                           |                           |
| Malta                     | 11            | 13            | 7             | 17            | 10            | 19            | 12            | 11            | 2.7                       | 3.2                       | 1.7                       | 4.1                       | 2.4                       | 4.6                       | 2.9                       | 2.6                       |
| Montenegro                |               |               | 8             | 11            |               |               |               |               |                           |                           | 1.3                       | 1.8                       |                           |                           |                           |                           |
| Portogallo                | 392           | 338           | 365           | 341           | 305           | 314           | 377           | 424           | 3.7                       | 3.2                       | 3.5                       | 3.2                       | 2.9                       | 3.0                       | 3.5                       | 4.0                       |
| Serbia                    |               |               | 89            | 115           | 105           | 123           | 111           | 72            |                           |                           | 0.9                       | 1.2                       | 1.1                       | 1.2                       | 1.1                       | 0.7                       |
| Slovenia                  | 70            | 87            | 58            | 55            | 97            | 57            | 79            | 63            | 3.5                       | 4.4                       | 2.9                       | 2.7                       | 4.8                       | 2.8                       | 3.9                       | 3.1                       |
| Spagna                    |               |               | 2140          | 2102          | 2530          | 2437          | 2051          | 1578          |                           |                           | 4.9                       | 4.8                       | 5.7                       | 5.4                       | 4.5                       | 3.4                       |
| Macedonia del Nord        |               |               | 93            | 103           |               |               |               |               |                           |                           | 4.6                       | 5.0                       |                           |                           |                           |                           |
| Austria                   |               | 687           | 678           | 700           | 710           | 693           | 779           | 875           |                           | 8.4                       | 8.2                       | 8.5                       | 8.5                       | 8.3                       | 9.3                       | 10.4                      |
| Belgio                    | 2850          | 2944          | 3029          | 3194          | 3232          | 3126          | 2953          | 2991          | 27.7                      | 28.4                      | 29.1                      | 30.5                      | 30.7                      | 29.5                      | 27.7                      | 27.9                      |
| Francia                   | 10408         | 10506         | 9993          | 9784          | 10132         | 10277         | 10108         |               | 17.3                      | 17.3                      | 16.4                      | 15.9                      | 16.4                      | 16.5                      | 16.2                      |                           |
| Germania                  | 8766          | 8831          | 8133          | 8118          | 7511          | 7292          | 7314          | 7724          | 10.6                      | 10.7                      | 9.9                       | 9.8                       | 9.1                       | 8.8                       | 8.9                       | 9.4                       |
| Liechtenstein             | 0             | 1             | 4             | 2             | 1             | 3             | 0             | 0             | 0.0                       | 2.9                       | 11.5                      | 5.7                       | 2.8                       | 8.4                       | 0.0                       | 0.0                       |
| Lussemburgo               |               |               |               | 40            | 44            | 57            |               |               |                           |                           |                           | 8.6                       | 9.2                       | 11.7                      |                           |                           |
| Principato di Monaco      | 1             |               | 3             | 2             |               |               |               |               | 2.8                       |                           | 8.5                       | 5.7                       |                           |                           |                           |                           |
| Paesi Bassi               | 1700          | 1800          | 2485          | 2385          | 2095          | 1920          | 1850          | 1530          | 10.5                      | 11.1                      | 15.2                      | 14.6                      | 12.7                      | 11.6                      | 11.2                      | 9.2                       |
| Svizzera                  | 547           | 573           | 646           | 639           | 648           | 612           | 666           | 543           | 7.5                       | 7.8                       | 8.7                       | 8.6                       | 8.6                       | 8.1                       | 8.7                       | 7.1                       |
| Australia                 | 18237         |               |               |               |               |               |               |               | 91.9                      |                           |                           |                           |                           |                           |                           |                           |
| Nuova Zelanda             |               |               | 994           | 1183          | 1143          | 1130          | 1128          | 1129          |                           |                           | 24.0                      | 28.3                      | 27.0                      | 26.4                      | 26.1                      | 25.8                      |
| Isole Salomone            |               | 170           | 65            | 79            | 61            | 56            |               |               |                           | 37.2                      | 13.8                      | 16.4                      | 12.3                      | 11.0                      |                           |                           |

## Situazione e legislazione

### Normativa in Italia
In Italia la violenza sessuale è punita dagli artt. 609-bis e seguenti del codice penale. Il Codice descrive la costrizione mediante violenza o minaccia a compiere o subire atti sessuali. Il reato viene punito a querela della persona offesa, fatti salvi i casi procedibili d'ufficio secondo l'art. 609 septies.

### Situazione e legislazione internazionale
A solo titolo di esempio una semplice carrellata su quanto avviene in altri Paesi.

### Europa
- In Francia lo stupro è una violenza sessuale che coinvolge, secondo l'articolo 222-23 del codice penale, qualsiasi atto di penetrazione sessuale, qualunque sia la sua natura, commesso nei confronti di un'altra persona con la violenza, la coercizione, minaccia o sorpresa. Il criminale è punito con una pena da 15 anni di carcere sino all'ergastolo (ad esempio, in caso di recidiva, o se lo stupro è stato accompagnato da tortura)[54].
- In Svezia vengono puniti molti comportamenti ritenuti reati se prevedono maltrattamenti o comunque l'uso della forza o delle minacce[55].

### Americhe
- Negli Stati Uniti ogni 5 minuti, in media, una persona è aggredita sessualmente[56], e una persona su sei è stata vittima di violenza sessuale, tentata violenza o molestie sessuali.[57] Lo stupro maritale divenne reato per la prima volta in Sud Dakota nel 1975 e dal 1993 divenne reato in tutti i 50 stati. Nel 1994 venne fondato il RAINN[58] (Rape and Incest National Network), a cui aderirono nel tempo personalità come Tori Amos, Christina Ricci e Mick Foley.
- In Canada il reato di stupro generico è stato abolito e sostituito con il reato di violenza sessuale, puntualizzando l'attenzione sulla violenza dell'atto ed includere tutte le forme di contatto sessuale non consensuale. Una donna su tre è stata vittima di almeno un'aggressione sessuale dall'età di 16 anni. Due terzi delle vittime hanno meno di 18 anni. Oltre l'80% delle vittime di violenza sessuale sono donne, molte sono state aggredite dal marito e le violenze sono avvenute per lo più in casa[59].

### Asia
- In Arabia Saudita lo stupro è un reato grave e può essere punito con la pena di morte, dal 2008, e tale pena è già stata inflitta in molti casi. Nei casi meno gravi si condanna alla carcerazione o si infligge la fustigazione. Le donne sono autorizzate a difendersi contro un uomo che vuole violentarle usando ogni mezzo. Anche la vittima può essere punita se si ritene responsabile a causa della sua condotta[60].
- In Israele viene punito anche il rapporto consensuale se l'uomo fornisce una falsa identità. Un palestinese, ad esempio, è stato condannato alla detenzione perché aveva dichiarato ad una donna di essere ebreo[61].
- Il Giappone ha avuto il minor numero di casi di stupro denunciati tra tutti i paesi sviluppati. Nel 2002 ci sono stati complessivamente nel Paese, secondo le Nazioni Unite, 2.357 casi di stupro, con un tasso di 1,85 per 100.000 abitanti; 5 volte meno della Germania nello stesso periodo e 18 volte meno che negli Stati Uniti[62].
- In Pakistan la legge religiosa del 1979 ed in vigore fino al 2006 stabiliva che lo stupro dovesse essere provato da quattro testimoni maschi, senza di questi la denunciante rischiava essere incriminata per relazione extra-coniugale. In seguito la prova è stata spostata all'indagine medica e all'analisi delle circostanze del fatto[63].